# Sommaire (narratologie)
Pour l’article homonyme, voir sommaire.
Dans la terminologie du théoricien de la littérature Gérard Genette, le sommaire désigne un segment textuel dans lequel une partie de l’histoire événementielle est résumée, ce qui procure un effet d’accélération. Les sommaires peuvent être de longueur variable. Le temps du récit y est donc inférieur au temps de l'histoire (= de la diégèse). Ils se distinguent d'une « scène » dont la durée est présentée comme équivalente au temps de l'histoire (par exemple dans un dialogue).